# دالي كليفينغر
دالي كليفينغر (بالإنجليزية: Dale Clevenger)‏ هو موسيقي أمريكي، ولد في 2 يوليو 1940 في تشاتانوغا في الولايات المتحدة.

## وصلات خارجية
- الموقع الرسمي
- دالي كليفينغر على موقع IMDb (الإنجليزية)
- دالي كليفينغر على موقع ميوزك برينز (الإنجليزية)
- دالي كليفينغر على موقع أول ميوزيك (الإنجليزية)
- دالي كليفينغر على موقع ديسكوغز (الإنجليزية)